# 川村善二郎
川村 善二郎（かわむら ぜんじろう、1928年11月1日 - 2024年1月15日）は、岐阜県出身の部落問題研究者。植木等の妹の夫。
岐阜市伊奈波通に生まれ、1930年から1951年まで東京市本所区両国に育つ。1948年、浦和高等学校 (旧制)文科卒業。同年、東京大学 (旧制)に入った年に植木徹誠の一家と知り合い、初めて三重県の部落差別の話を聞く。1951年、東京大学文学部（日本近代史専攻）卒業。
1953年、植木徹誠の娘と結婚。1961年ごろから徹誠のもとで部落問題を学び始める。『幸徳秋水全集』（明治文献資料刊行会）の編纂・解説に当たる。
和光大学、法政大学、女子聖学院短期大学、東京経済大学、横浜市立大学、東京学芸大学の各講師を歴任。2024年1月15日に死去。95歳没。

## 著作
- 『昭和史の天皇』松本徳彦共編 小学館 1986

訳
- 村垣淡路守『遣米使日記』世界ノンフィクション全集 第14 筑摩書房 1961
- 『木戸孝允日記』編訳 世界ノンフィクション全集 第50 筑摩書房 1964